# Zimne (województwo łódzkie)
Zimne – wieś w Polsce położona w województwie łódzkim, w powiecie łęczyckim, w gminie Świnice Warckie. Miejscowość wchodzi w skład sołectwa Parski.
W latach 1975–1998 miejscowość administracyjnie należała do województwa konińskiego.
We wsi zachował niemiecki cmentarz ewangelicki sprzed II wojny światowej.